# Cahal Brendan Daly
Cahal Brendan Daly, né le 1er octobre 1917 à Loughguile (en) en Irlande, et mort le 31 décembre 2009 à Belfast était un  cardinal irlandais, archevêque d'Armagh de 1990 à 1996.

## Biographie

### Prêtre
Après ses études en philosophie et en théologie, Cahal Brendan Daly a été ordonné prêtre le 22 juin 1941.
Il a consacré son ministère sacerdotal à l'enseignement.

### Évêque
Nommé évêque d'Ardagh le 26 mai 1967, il est consacré le 16 juillet suivant par le cardinal William Conway.
Le 24 août 1982, il est nommé évêque de Down and Connor, avant de devenir archevêque d'Armagh et primat de toute l'Irlande le 6 novembre 1990. Il se retire de cette charge le jour de ses 79 ans, le 1er octobre 1996.

### Cardinal
Il est créé cardinal par le pape Jean-Paul II lors du consistoire du 28 juin 1991 avec le titre de cardinal-prêtre de S. Patrizio.